# Tirschenreuth járás
Tirschenreuth járás egy járás Bajorországban. Tirschenreuth járás Tachovi, Chebi, Neustadt an der Waldnaab, Wunsiedel im Fichtelgebirge, Bayreuth és Kemnath járásokkal határos. Lakosainak száma 77 865 fő (1987. május 25.).

## Népesség
A járás népessége az elmúlt években az alábbi módon változott:
| Lakosok száma | 13 872 | 6353 | 41 007 | 60 664 | 83 757 | 77 865 | 73 457 | 73 250 | 72 918 | 72 730 |
|               | 1871   | 1885 | 1925   | 1950   | 1970   | 1987   | 2013   | 2014   | 2016   | 2017   |